# Ein rheinisches Mädchen beim rheinischen Wein
Ein rheinisches Mädchen beim rheinischen Wein ist eine deutsche Stummfilmromanze von Johannes Guter aus dem Jahre 1927. Die Hauptrollen spielen Xenia Desni, Jack Trevor und Ralph Arthur Roberts.

## Handlung
Leonhard Rode, von Haus aus ein einfacher Séparéekellner, hat während seiner Urlaube, die er in der nicht allzu entfernten Fremde verlebte, jahrelang etwas besseres darstellen wollen und sich als Baron ausgegeben. Mit diesem Titel im Gepäck lernte er einst eine Frau kennen, und beide kamen zusammen. Leonhard weiß bislang nicht, dass aus dieser Beziehung eine Tochter hervorging, das Hannchen, das längst erwachsen geworden ist. Nach dem Tode ihrer Mutter hat sich das uneheliche Mädchen nun auf die Suche nach dem bislang unbekannten Vater gemacht und in Rode gefunden. Offensichtlich hat ihr die Mutter erzählt, dass es sich dabei um einen Baron handeln solle. 
Als sie den Vater als Ober entdeckt, ist sie zwar einerseits enttäuscht, dass ihr Erzeuger geflunkert hat, auf der anderen Seite aber froh, endlich am Ziel ihrer Suche angelangt zu sein. Dadurch droht aber auch der Schwindel aufzufliegen, denn plötzlich taucht ein echter Adeliger, Baron Wendlinger, mit dazugehörigem Schloss auf. Dieser Mann kennt sich in seinen adeligen Kreisen gut auf und könnte den Betrug auffliegen lassen und Rode zum Hochstapler brandmarken. Hannchen, die ihren Vater nicht gleich wieder als Sträfling hinter Gefängnismauern verlieren will, ist bereit, sich für Papa Leonhard zu opfern. Doch am Ende wird alles wieder gut, und Hannchen findet in dem Musikstudenten Valentin Hoff sogar den Mann fürs Leben. 

## Produktionsnotizen
Ein rheinisches Mädchen beim rheinischen Wein entstand im April/Mai 1927 im Filmstudio von Staaken und passierte die Zensur am 14. Juli desselben Jahres. Der Siebenakter mit einer Länge von 2328 Metern erhielt Jugendverbot und wurde am 2. August 1927 in Berlins Primus-Palast uraufgeführt. In Österreich war der Streifen in einer etwas längere Fassung ab dem 21. Oktober 1927 zu sehen.
Produzent Rudolf Dworsky übernahm auch die künstlerische Oberleitung. Die Filmbauten gestaltete Jacques Rotmil. Dem Filmtitel liegt ein Schlager von H. W. Mertens (Musik: Paul Hoppe) zugrunde.

## Kritiken
Paimann’s Filmlisten resümierte: „Der Film ist sorgfältig gearbeitet: Hübsche Rheinlandschaften, saubere Aufmachung, … gute Photographie und schließlich ein recht sympathisches Ensemble. Dies gilt als Gegengewicht zu dem trotz einiger aparter Züge recht banalen und nicht immer logisch gearbeiteten Sujet.“
Die Salzburger Chronik befand: „Ein rheinisches Mädchen beim rheinischen Wein wird von der reizenden Xenia Desni herzerfrischend verkörpert, wobei das romantische Milieu des Vaters Rhein schön zur Geltung kommt. Eine treffliche Figur bietet Ralph Arthur Roberts als „gräflicher Oberkellner“, ebenso er elegante Jack Trevor als wirklicher Graf. Dass der Oberkellner zwanzig Jahre seinen Maiurlaub als „Graf Rhode“ in der Nähe seines Wirkungskreises zubringen kann, klingt unwahrscheinlich, aber wer fragt darnach?“